# Francouzská Východoindická společnost
Francouzská Východoindická společnost (francouzsky La Compagnie française des Indes orientales nebo také Compagnie française pour le commerce des Indes orientales) byla francouzská výsadní obchodní společnost založená roku 1664, aby se stala konkurentem Britské a Nizozemské Východoindické společnosti.

## Historie
Jednalo se o myšlenku Jeana-Baptiste Colberta, začít obchodoval s Dálným východem. Francouzský král Ludvík XIV. schválil založení Francouzské východoindické společnosti 27. srpna 1664. Prvním ředitelem nové společnosti se stal François Caron, který měl za sebou třicet let praxe u Nizozemské Východoindické společnosti, včetně dvaceti let v Japonsku.

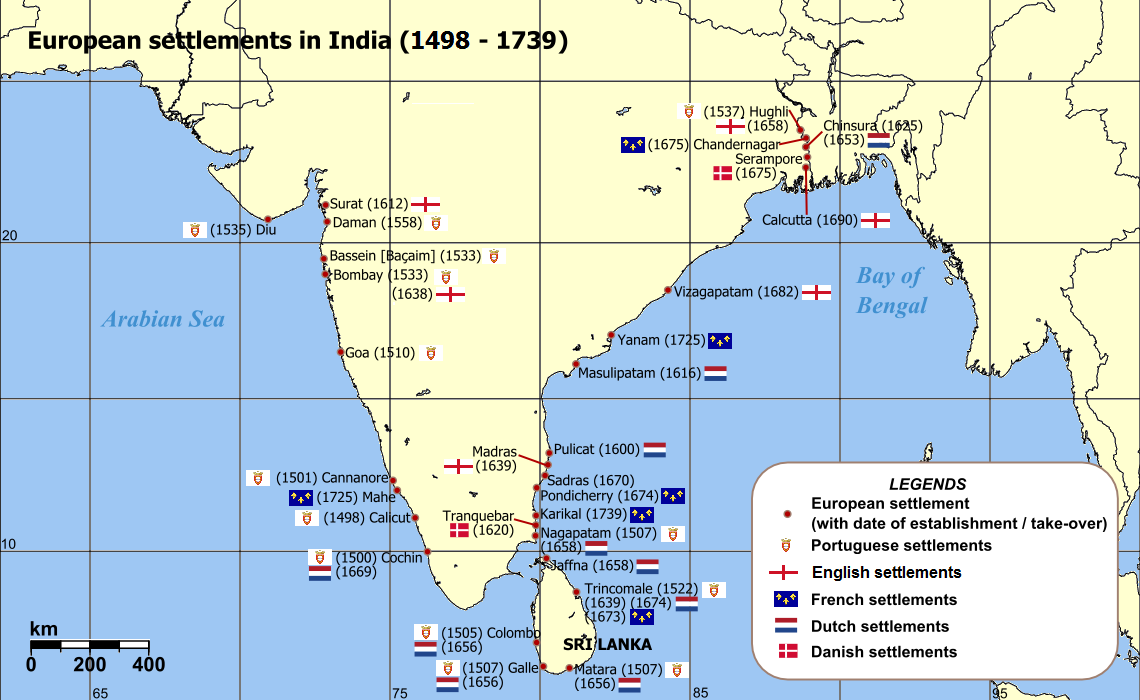
Mapa Francouzských a jiných evropských kolonií v Indii

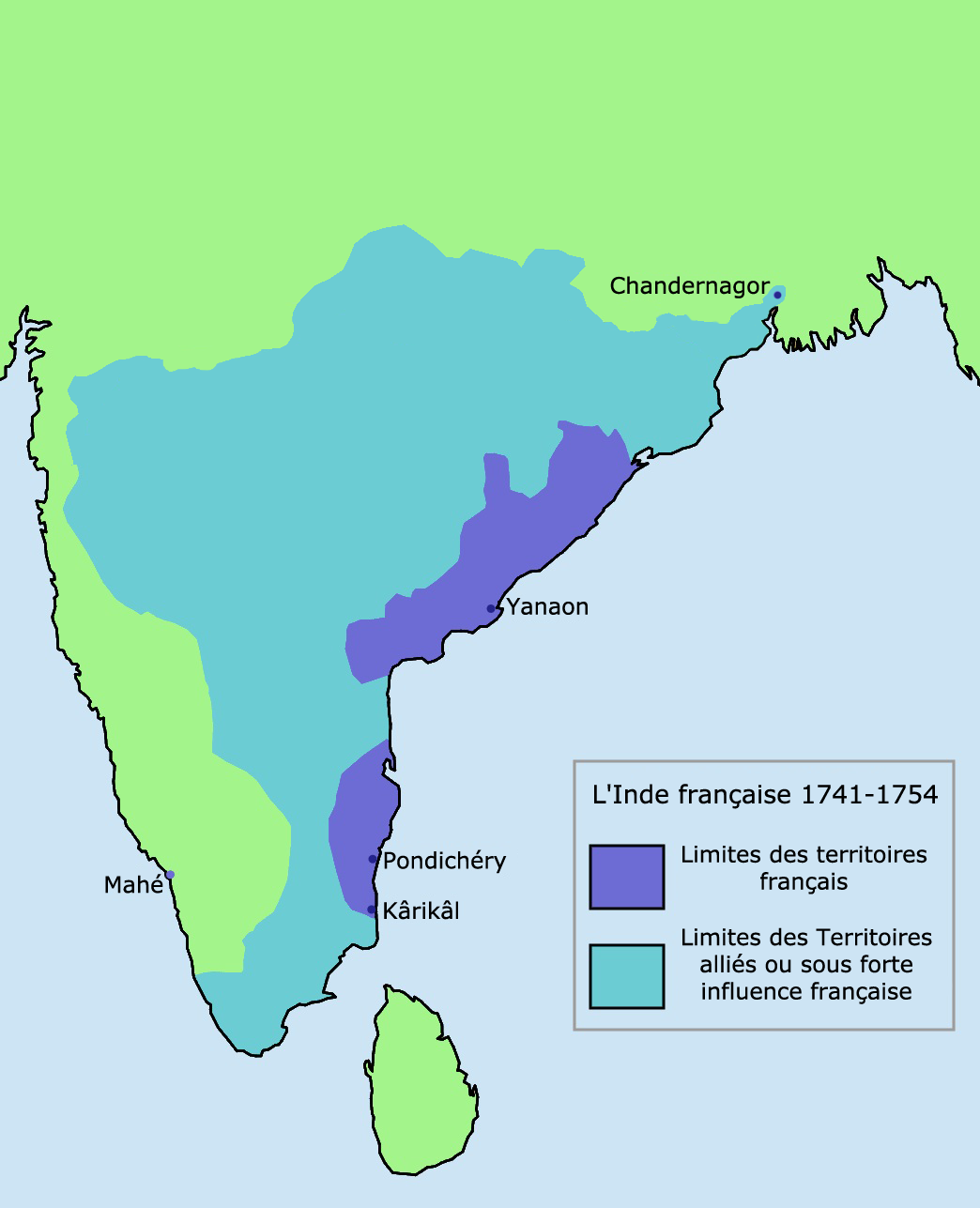
Mapa indických území pod francouzským vlivem

Pokus Společnosti založit kolonii na Madagaskaru ztroskotal, ale místo toho založila přístavy na ostrovech Bourbon a Île-de-France, dnešních ostrovech Réunion a Mauricius. Roku 1719 založila Společnost osady v Indii, avšak byla na pokraji bankrotu. V tom samém roce byla spolu s dalšími francouzskými společnostmi Johnem Lawem připojena k Mississippské společnosti. V roce 1723 Společnost získala znovu nezávislost.
S úpadkem Mughalské říše se Francouzi, aby chránili své koloniální zájmy, rozhodli více angažovat v indických politických záležitostech. Uzavírali tak v jižní Indii spojenectví s místními vládci. Roku 1741 Francouzi, reprezentováni Josephem François Dupleixem sledovali agresivní politiku vůči Indům i Britům, dokud nebyli nakonec poraženi Robertem Clivem.
Francouzská Východoindická společnost již nebyla dále schopna udržovat své finanční záležitosti a roku 1769, dvacet let před Velkou francouzskou revolucí, byla její činnost suspendována.
Některá obchodní přístavní města, jako například Puduččéri či Chandannagar, zůstala pod francouzskou správou až do roku 1954, kdy nad nimi získala kontrolu nově nezávislá Indie. V roce 1962 byla 4 města bývalé Francouzské Indie přetransformována do svazového teritoria Puduččéri. Město Chandannagar bylo v roce 1954 začleněno do státu Západní Bengálsko.